# Негомологічне з'єднання кінців

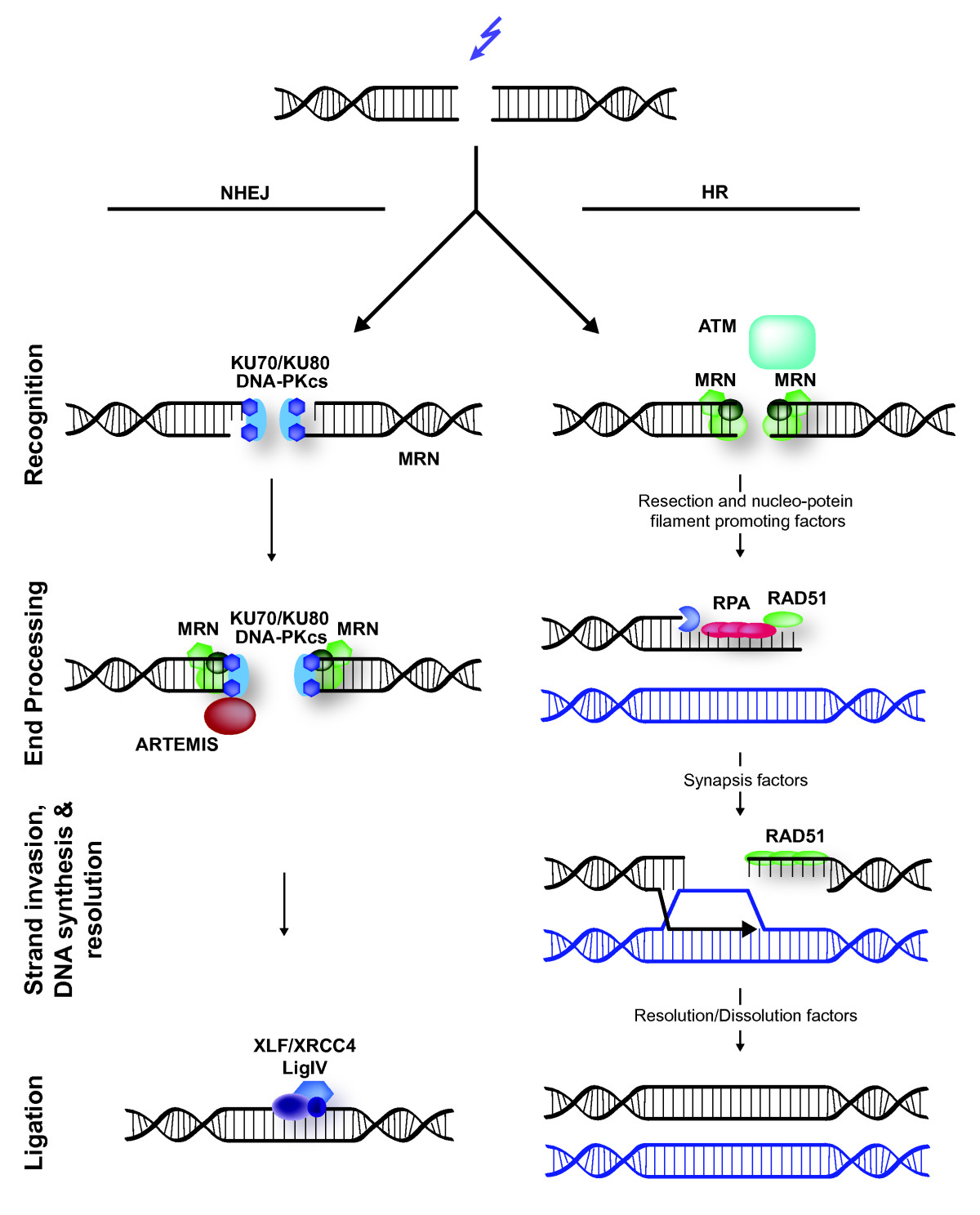
Порівняння способів репарації дволанцюгового розриву ДНК: негомологічне з'єднання кінців (Non-homologous end joining, NHEJ) та гомологічна рекомбінація (homologous recombination, HR). При гомологічній рекомбінації для зшивання ДНК розриву використовується матриця цілої молекули ДНК (синя).

Негомологічне з'єднання кінців (англ. Non-homologous end joining, NHEJ) — тип генетичної рекомбінації, що використовується клітинами для відновлення дволанцюгових розривів ДНК. NHEJ називається «негомологічним», тому що кінці розриву зшиваються лігазою безпосередньо, без потреби у гомологічному шаблоні, на відміну від гомологічної рекомбінації, яка вимагає наявності гомологічної послідовності для керування лігацією. Термін був введений в 1996 році Муром (англ. J. Kent Moore) і Габером (англ. James E. Haber).